# Sanjaranda
Sanjaranda ist ein Verwaltungsbezirk (englisch Ward) des Distrikts Itigi in der tansanischen Region Singida.

## Geografie
Sanjaranda ist ein Bezirk im nördlichen Zentralteil von Tansania nordöstlich der Distrikthauptstadt Itigi. Bei der Volkszählung 2022 lebten 12.560 Menschen in 2460 Haushalten auf einer Fläche von 441 Quadratkilometern.
Der Bezirk grenzt im Norden und Nordosten an den Distrikt Ikungi und sonst an Bezirke des Distrikts Itigi:
| Kitaraka                  | Iglansoni                                   | Mkiwa   |
| Tambukareli Itigi Majengo | Kompassrose, die auf Nachbargemeinden zeigt | Aghondi |
| Itigi Mjini               | Ipande                                      |         |

## Gliederung
Der Bezirk besteht aus drei Gemeinden (swahili Mtaa) mit 15 Orten (Kitongoji):
| Sanjaranda - Utaturuni - Chang'ombe - Samaria - Ibonoa - Majengo | Gurungu - Mirumbi - Mitunduruni - Kibaoni - Iwelewele - Murumiana | Kitopeni - Kitopeni A - Mkola A - Mkola B - Mbuyuni - Misechee |

## Infrastruktur
- Bildung: Die Sanjaranda Secondary School ist eine staatliche weiterführende Tagesschule mit einer Ausbildung bis zur 4. Stufe.[7]
- Gesundheit: In jeder der drei Gemeinden Sanjaranda,[8] Gurungu[9] und Kitopeni[10] befindet sich eine staatliche Apotheke.
- Verkehr: Durch den Nordosten des Bezirks verläuft die asphaltierte Nationalstraße T3, durch den Südosten die ebenfalls asphaltierte T18, zentral durch den Bezirk die nicht asphaltierte T22.[5][11]